# Dietrich Stobbe
Dietrich Stobbe, född 25 mars 1938 i Weepers nära dåvarande Saalfeld, Ostpreussen (nuvarande Zalewo, Polen), död 19 februari 2011, var en tysk politiker (SPD). Han var regerande borgmästare i Västberlin 1977-1981.